# Gökçesu, Mengen
Gökçesu là một thị trấn thuộc huyện Mengen, tỉnh Bolu, Thổ Nhĩ Kỳ. Dân số thời điểm năm 2010 là 2.394 người.